# Hibiscus praeteritus
Hibiscus praeteritus är en malvaväxtart som beskrevs av Robert Allen Dyer. Hibiscus praeteritus ingår i Hibiskussläktet som ingår i familjen malvaväxter. Inga underarter finns listade i Catalogue of Life.

## Bildgalleri

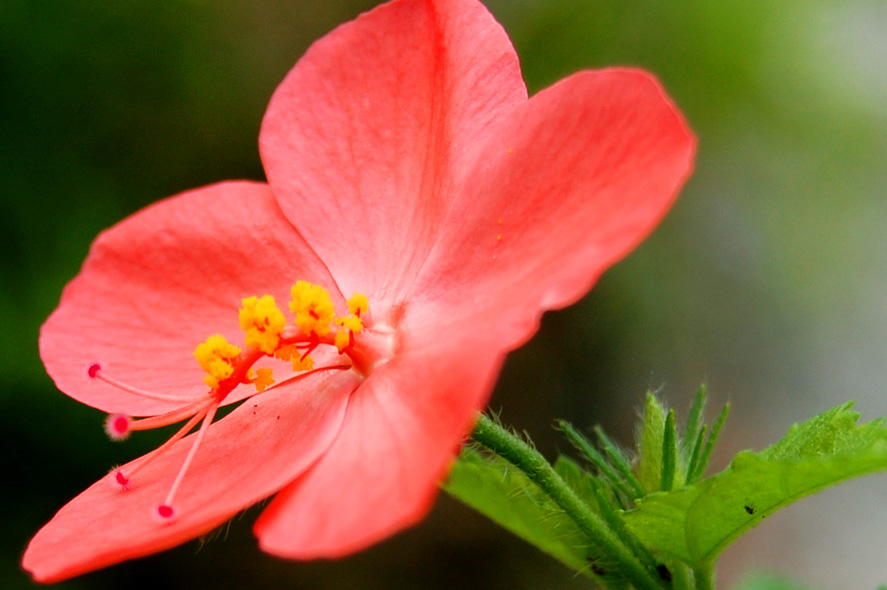